# Syngonanthus allenii
Syngonanthus allenii är en gräsväxtart som beskrevs av Harold Norman Moldenke. Syngonanthus allenii ingår i släktet Syngonanthus och familjen Eriocaulaceae. Inga underarter finns listade i Catalogue of Life.